# Classique de Wuxi de snooker
| \| Wuxi Nanjing \| Sites du Classique de Wuxi |
| Wuxi Nanjing                                  |

Le Classique de Wuxi de snooker (en anglais Wuxi Classic) est un tournoi de snooker professionnel créé en 2008 qui s'est déroulé à Wuxi en Chine jusqu'en 2014.

## Histoire
Le tournoi apparaît en 2008 sous le nom de Classique de Jiangsu (en anglais Jiangsu Classic). La compétition adopte un format différent des tournois de snooker ordinaires. Répartis en deux poules de six, les joueurs tentent de se qualifier pour les demi-finales en atteignant la deuxième place, ou mieux, de leur poule. Le Chinois Ding Junhui remporte la première édition devant son public. Il rejoindra la finale des deux éditions suivantes sans parvenir à reconquérir son titre.
Le tournoi change de nom et de format en 2010, se rapprochant des tournois classés (comptant pour le classement mondial) avec un format classique de tableau à élimination directe. Seuls douze joueurs sont présents dans ce tableau. C'est l'Anglais Shaun Murphy qui l'emporte.
En 2012, le Classique de Wuxi obtient ses lettres de noblesse en devenant un tournoi classé doté de 400 000 £. Le top 16 du classement mondial répond présent à l'exception notable de deux quadruples champions du monde : l'Anglais Ronnie O'Sullivan et l'Écossais John Higgins.
L'épreuve n'est pas reconduite après l'édition 2014 du fait de la réduction du nombre de tournois classés se déroulant en Chine opérée par la WPBSA au terme de la saison 2015-2016. Elle se voit alors remplacée par la Coupe du monde de snooker, elle aussi organisée à Wuxi.
Le record de victoires est détenu par l'Australien Neil Robertson avec deux titres, acquis lors des deux dernières éditions.

## Palmarès
| Année                             | Ville                             | Vainqueur                         | Finaliste                         | Score                             | Saison                            |
| Classique de Jiangsu (non-classé) | Classique de Jiangsu (non-classé) | Classique de Jiangsu (non-classé) | Classique de Jiangsu (non-classé) | Classique de Jiangsu (non-classé) | Classique de Jiangsu (non-classé) |
| --------------------------------- | --------------------------------- | --------------------------------- | --------------------------------- | --------------------------------- | --------------------------------- |
| 2008                              | Nanjing & Wuxi                    | Ding Junhui                       | Mark Selby                        | 6-5                               | 2008-2009                         |
| 2009                              | Wuxi                              | Mark Allen                        | Ding Junhui                       | 6-0                               | 2009-2010                         |
| Classique de Wuxi (non-classé)    |                                   |                                   |                                   |                                   |                                   |
| 2010                              | Wuxi                              | Shaun Murphy                      | Ding Junhui                       | 9-8                               | 2010-2011                         |
| 2011                              | Wuxi                              | Mark Selby                        | Ali Carter                        | 9-7                               | 2011-2012                         |
| Classique de Wuxi (classé)        |                                   |                                   |                                   |                                   |                                   |
| 2012                              | Wuxi                              | Ricky Walden                      | Stuart Bingham                    | 10-4                              | 2012-2013                         |
| 2013                              | Wuxi                              | Neil Robertson                    | John Higgins                      | 10-7                              | 2013-2014                         |
| 2014                              | Wuxi                              | Neil Robertson (2)                | Joe Perry                         | 10-9                              | 2014-2015                         |

## Bilan par pays
| Pays            | Joueurs | Total | Premier titre | Dernier titre |
| --------------- | ------- | ----- | ------------- | ------------- |
| Angleterre      | 3       | 3     | 2010          | 2012          |
| Australie       | 1       | 2     | 2013          | 2014          |
| Chine           | 1       | 1     | 2008          | 2008          |
| Irlande du Nord | 1       | 1     | 2009          | 2009          |